# Alfred Asikainen
Alfred Johan "Alpo" Asikainen (Vyborg, 2 de novembro de 1888 - Mäntsälä, 7 de janeiro de 1942) foi um atleta olímpico finlandês, competidor da luta greco-romana.
Participou dos Jogos Olímpicos de 1912, em Estocolmo, protagonizando um dos fatos marcantes desta edição e até o momento, sem igual. Na semifinal da categoria média, com Martin Klein, o embate durou mais de 11 horas e após este tempo, Alfred perdeu a semifinal, mas conquistou a medalha de bronze.